# 新瑞典鎮區 (明尼蘇達州尼科萊特縣)
新瑞典鎮區（英語：New Sweden Township）是位於美國明尼蘇達州尼科萊特縣的一個行政鎮區。

## 歷史
新瑞典鎮區於1864年設立，因當地大量定居者皆來自瑞典而得名。

## 地方資料
新瑞典鎮區的面積為93.04平方千米，當中陸地面積為92.60平方千米，而水域面積為0.44平方千米。根據2020年美國人口普查的數據，當地共有人口279人，而人口密度為每平方千米3人。